# Castrelo (Allariz)
Castrelo es un lugar situado en la parroquia de San Martiño de Pazoo, del concello de Allariz, en la provincia de Orense, Galicia, España.